# Кошта, Антониу
Анто́ниу Луи́ш Са́нтуш да Ко́шта (порт. António Luís Santos da Costa; род. 17 июля 1961, Лиссабон, Португалия) — португальский политический и государственный деятель, международный чиновник. С 1 декабря 2024 года — председатель Европейского совета.
Антониу Кошта бывший министр юстиции (1999—2002 годы), министр внутренних дел (2005—2007 годы), мэр Лиссабона (2007—2015 годы), премьер-министр Португалии (2015—2024 годы). 7 ноября 2023 года подал в отставку на фоне подозрений в должностных преступлениях и коррупции, выдвинутых правоохранительными органами в адрес членов его правительства в связи с реализацией резонансных проектов развития. Отставка была принята, однако Кошта по просьбе президента оставался на посту премьер-министра до приведения к присяге его преемника 2 апреля 2024 года.

## Биография
Антониу Кошта родился в семье писателя Орланду да Кошты (1929—2006 годы), чьи родители были родом из Гоа.
Учился на факультете права Лиссабонского университета. С молодых лет принимал участие в деятельности Социалистической партии. Работал в аппарате будущего президента Португалии Жорже Сампайю. В 1980-х годах возглавлял организацию студентов и её печатный орган. Вёл адвокатскую практику.
Входил в городской совет Лиссабона, а с 1991 года он был членом Ассамблеи Республики. Работал в качестве парламентского госсекретаря, с 1995 года по 1997 год — министра по парламентским делам. Тогда в течение двух лет он был также министром юстиции, и, наконец, с 1999 года по 2002 год, государственным министром. Руководил парламентской фракцией Социалистической партии.
В 2004 году получил мандат депутата Европейского парламента. Он был членом группы социалистов и вице-президентом Европарламента. В 2005 году стал министром внутренних дел в правительстве Жозе Сократеша.
Ушёл из правительства в 2007 году после избрания на должность мэра Лиссабона (переизбрался на новый срок в 2009 году). В 2014 году стал лидером португальских социалистов.
26 ноября 2015 года Антониу Кошта принёс присягу в качестве премьер-министра Португалии. Во главе исполнительной власти он оказался не по результатам волеизъявления избирателей на состоявшихся 4 октября парламентских выборах, а вследствие политических манёвров социалистов в Ассамблее Республики после выборов. На выборах социалисты показали лишь второй результат: 32,3 % голосов против 36,8 % у социал-демократов. Сообразно результатам партий на выборах, президент страны Каваку Силва назначил премьером лидера СДП Пасуша Коэлью, тот сформировал правительство, которое 30 октября было приведено к присяге. Между тем, социалисты в парламенте договорились с левыми партиями об объединении усилий против социал-демократов. Совокупное число голосов левых и лево-центристов превышало число голосов социал-демократов, поэтому новое правительство оказывалось неработоспособным. 10 ноября 2015 года 123 голосами против 107 Ассамблея Республики отвергла программу правительства. 26 ноября социалисты сформировали новое правительство меньшинства во главе с Антониу Коштой, опиравшееся на поддержку левых.
7 ноября 2023 года Кошта подал в отставку с должности премьер-министра на фоне масштабной антикоррупционной операции, предпринятой правоохранительными органами утром того же дня. Были задержаны высокие правительственные чиновники, тень подозрений пала на самого премьера. Никаких обвинений ему предъявлено не было, более того, вскоре выяснилось, что в материалах прокуратуры, лёгших в основу расследования, содержалась грубая ошибка: под именем «Кошта» в них фигурировал не премьер, а его подчиненный и однофамилец, министр экономики Антониу Кошта Силва. Как бы то ни было, отставка состоялась, при этом Кошта по просьбе президента оставался на должности премьера до вступления в должность его преемника Луиша Монтенегру 2 апреля 2024 года.

### Председатель Европейского Совета
После выборов в Европейский парламент в 2024 году Кошта считался основным кандидатом на должность председателя Европейского совета. 27 июня 2024 года Антониу Кошта был избран председателем Европейского совета, одной из трёх наиболее важных руководящих должностей Европейского союза, лидерами 27 государств — членов ЕС.

## Награды

### Награды Португалии
| Страна     | Дата           | Награда                                            | Награда                                            | Литеры |
| ---------- | -------------- | -------------------------------------------------- | -------------------------------------------------- | ------ |
| Португалия | 1 марта 2006 — | Кавалер Большого креста ордена Инфанта дона Энрике | Кавалер Большого креста ордена Инфанта дона Энрике | GCIH   |

### Награды иностранных государств
| Страна            | Дата вручения     | Награда                                                                | Награда                                                                | Литеры |
| ----------------- | ----------------- | ---------------------------------------------------------------------- | ---------------------------------------------------------------------- | ------ |
| Литва             | 11 декабря 2007—  | Кавалер Большого командорского креста ордена «За заслуги перед Литвой» | Кавалер Большого командорского креста ордена «За заслуги перед Литвой» |        |
| Норвегия          | 25 сентября 2009— | Кавалер Большого креста ордена Заслуг                                  | Кавалер Большого креста ордена Заслуг                                  |        |
| Эстония           | 16 июля 2010—     | Кавалер ордена Креста земли Марии 3 класса                             | Кавалер ордена Креста земли Марии 3 класса                             |        |
| Чили              | 31 августа 2010—  | Кавалер Большого креста ордена Заслуг                                  | Кавалер Большого креста ордена Заслуг                                  |        |
| Ватикан           | 3 сентября 2010—  | Кавалер Большого креста ордена Святого Григория Великого               | Кавалер Большого креста ордена Святого Григория Великого               |        |
| Мальтийский орден | 23 ноября 2010—   | Кавалер Большого креста ордена Заслуг pro Merito Melitensi             | Кавалер Большого креста ордена Заслуг pro Merito Melitensi             |        |
| Польша            | 18 июля 2012—     | Командор со звездой ордена Возрождения Польши                          | Командор со звездой ордена Возрождения Польши                          |        |
| Бразилия          | 19 мая 2014—      | Командор ордена Риу-Бранку                                             | Командор ордена Риу-Бранку                                             |        |
| Япония            | 16 февраля 2015—  | Кавалер ордена Священного сокровища 1 класса                           | Кавалер ордена Священного сокровища 1 класса                           |        |
| Польша            | 16 февраля 2015—  | Командор со звездой ордена Заслуг перед Республикой Польша             | Командор со звездой ордена Заслуг перед Республикой Польша             |        |
| Испания           | 25 ноября 2016—   | Кавалер Большого креста ордена Карлоса III                             | Кавалер Большого креста ордена Карлоса III                             |        |
| Греция            | 21 апреля 2017—   | Кавалер Большого креста ордена Почёта                                  | Кавалер Большого креста ордена Почёта                                  |        |